# 20 ذو الحجة
- السبت
- الأحد
- الاثنين
- الثلاثاء
- الأربعاء
- الخميس
- الجمعة

- 2624 مايو 2025
- 2725 مايو 2025
- 2826 مايو 2025
- 2927 مايو 2025
- 128 مايو 2025
- 229 مايو 2025
- 330 مايو 2025
- 431 مايو 2025
- 51 يونيو 2025
- 62 يونيو 2025
- 73 يونيو 2025
- 84 يونيو 2025
- 95 يونيو 2025
- 106 يونيو 2025
- 117 يونيو 2025
- 128 يونيو 2025
- 139 يونيو 2025
- 1410 يونيو 2025
- 1511 يونيو 2025
- 1612 يونيو 2025
- 1713 يونيو 2025
- 1814 يونيو 2025
- 1915 يونيو 2025
- 2016 يونيو 2025
- 2117 يونيو 2025
- 2218 يونيو 2025
- 2319 يونيو 2025
- 2420 يونيو 2025
- 2521 يونيو 2025
- 2622 يونيو 2025
- 2723 يونيو 2025
- 2824 يونيو 2025
- 2925 يونيو 2025
- 126 يونيو 2025
- 227 يونيو 2025

20 ذو الحجَّة أو 20 ذو الحجَّة الحرام أو يوم 20 \ 12 (اليوم العُشرون من الشهر الثاني عشر) هو اليوم الخامس والأربعون بعد الثلاثمائة (345) من أيَّام السنة (أو السادس والأربعون بعد الثلاثمائة لو كان شهر رمضان مُتممًا لليوم الثلاثين أو السابع والأربعون بعد الثلاثمائة لو أتم كلاً من صفر وربيع الآخر وجمادى الآخرة وشعبان ورمضان ثلاثين يوماً) وفق التقويم الهجري القمري (العربي). يبقى بعده 9 أو 10 أيَّام لانتهاء السنة.

## أحداث
- 9 هـ - وصول نصارى نجران إلى المدينة المنورة بعد أن دعاهم الرسول محمد إلى الإسلام، فقدم لمناظرته منهم نحو ستين راكباً، ومنهم العاقب ـ وهو أميرهم ـ والأسقف ـ وهو عالمهم ـ والسيد ـ وهو سيدهم، وجرت بهذا أول مناظرة إسلامية مسيحية في التاريخ، ودعاهم الرسول إلى المباهلة إذا لم يقتنعوا بما قال لهم من تفسيرات تتعلق بالمسيح، فأجابوه إلى ذلك، وتواعدوا على المباهلة بعد 4 أيام.
- 804 هـ - جيش تيمورلنك المغولي ينتصر على جيش بايزيد الأول العثماني عند جبق أباد، حيث انتهت المعركة بهزيمة العثمانيين وأسر السلطان بايزيد الأول.
- 904 هـ - الأسطول العثماني يحقق انتصارًا باهرًا على أسطول البندقية في «معركة سبينزا البحرية» حيث التقت خلالها 400 سفينة حربية في قتالٍ ضارٍ في البحر المتوسط.
- 1202 هـ - الجيش العثماني بقيادة قوجا يوسف باشا ينتصر على الجيش الألماني الذي يقوده الإمبراطور جوزيف الثاني في معركة «شبش» داخل الحدود الألمانية، ويتمكّن من أسر 50 ألف ألماني.
- 1287 هـ - توقيع «معاهدة لندن» بين الدول الأوروبية الكبرى بعد مؤتمر استمر 57 يومًا، وقضت المعاهدة بالاعتراف بحق روسيا في وجود أسطول وميناء لصنع وإصلاح السفن في البحر الأسود.
- 1331 هـ - تعيين «محمد محب» ناظرًا للزراعة في مصر ليتولى الهيمنة على الشئون الفنية الزراعية والتعليم الزراعي، وكانت نظارة وزارة الزراعة مصلحة تابعة لوزارة الأشغال، حتى أصبحت وزارة مستقلة في ذلك التاريخ.
- 1371 هـ - أمين عام جامعة الدول العربية عبد الرحمن عزام يستقيل من منصبه.
- 1375 هـ - الحكومة البريطانية تجمد الأرصدة المالية المصرية في بنوك إنجلترا وذلك في أعقاب تأميم قناة السويس.
- 1388 هـ - المدفعية الإسرائيلية تغتال رئيس أركان الجيش المصري الفريق عبد المنعم رياض أثناء تفقده للجبهة المصرية إبان حرب الاستنزاف.
- 1427 هـ - مواجهات وتظاهرات في دكا تطالب بالغاء الانتخابات العامة في بنغلادش.
- 1433 هـ -
  - القرعة الهيكلية لاختيار خلفًا لبابا الكنيسة القبطية الأرثوذكسية شنودة الثالث تنتج عن اختيار الأنبا تواضروس ليكون البابا 118 للكنيسة القبطية الأرثوذكسية تحت اسم تواضروس الثاني.
  - مقتل الممثل السوري محمد رافع ابن الممثل أحمد رافع خلال مشاركته في المعارك في سوريا إلى جانب القوات الموالية للرئيس السوري بشار الأسد.

## مواليد
- 244 هـ - قاسم بن أصبغ، إمام ومحدّث أندلسي.
- 1297 هـ - عبد العزيز آل سعود، مؤسس المملكة العربية السعودية وأول ملوكها.
- 1320 هـ - عبد الله بن عمر بن دهيش، فقيه حنبلي وقاضي سعودي.
- 1328 هـ - محمود المليجي، ممثل مصري.
- 1329 هـ - نجيب محفوظ، أديب وروائي مصري حاصل على جائزة نوبل في الأدب.
- 1350 هـ - إحسان القلعاوي، ممثلة مصرية.
- 1355 هـ - عبد العزيز بوتفليقة، رئيس الجزائر.
- 1356 هـ - محمود الجوهري، لاعب ومدرب كرة قدم مصري.
- 1360 هـ - صادق الحسيني الشيرازي، مرجع دين شيعي إثني عشري عراقي.
- 1387 هـ - نشوى مصطفى، ممثلة مصرية.
- 1395 هـ - علي بن الحسين، رئيس الاتحاد الأردني لكرة القدم.
- 1399 هـ - سامو زين، مغني سوري.
- 1408 هـ - تاج حيدر، ممثلة سورية.
- 1414 هـ - هيا مرعشلي، ممثلة لبنانية.

## وفيات
- 1329 هـ - محمد كاظم الخراساني، فقيه جعفري إيراني.
- 1357 هـ - محمد بن على الحداد الحسيني، فقيه مالكي وقارئ مصري.
- 1380 هـ - مكرم عبيد، زعيم وطني مصري وقيادي في حزب الوفد.
- 1388 هـ - عبد المنعم رياض، رئيس أركان القوات المسلحة المصرية.
- 1403 هـ - مجد الدين النجفي الإصفهاني، عالم مسلم ومدرس ديني وشاعر إيراني.
- 1404 هـ - ناصر بن عبد العزيز آل سعود، أمير منطقة نجران.
- 1423 هـ - نيللي مظلوم، ممثلة مصرية.
- 1426 هـ - عون الشريف قاسم، كاتب ورجل دين سوداني.
- 1427 هـ - إبراهيم خان، ممثل سوداني.
- 1433 هـ -
  - محمد رافع، ممثل سوري.
  - شكري العقيدي، ممثل ومخرج عراقي.
- 1435 هـ - عبد الحسين الصالحي، مؤرخ ديني إيراني-عراقي.

## وصلات خارجية
- موقع قصة الإسلام: حدث في شهر ذو الحجَّة.